# 1,1-Dicloro-1-fluoroetano
1,1-dicloro-1-fluoroetano é um haloalcano com a fórmula 
C2H3Cl2F<br> 
C2H3Cl2F<br> 
C2H3Cl2F<br> 
C2H3Cl2F . É um dos três isômeros do diclorofluoretano . Pertence à família de hidroclorofluorcarbono (HCFC) de compostos sintéticos que contribuem significativamente para a destruição do ozônio e para o aquecimento global quando liberados no meio ambiente.

## Propriedades físico-químicas
O 1,1-dicloro-1-fluoroetano se apresenta como um líquido incolor e não inflamável em condições atmosféricas de temperatura ambiente. O composto é extremamente volátil com um ponto de ebulição de 32°C. Sua temperatura crítica (temperatura acima da qual a substância pode existir somente na forma de gás) é próxima de 204°C. Seu cheiro foi descrito como "geralmente etéreo" (odor similar ao do éter ).

## Produção e uso
O 1,1-dicloro-1-fluoroetano costumava ser usado principalmente como solvente e agente de expansão de espuma sob os nomes R-141b e HCFC-141b. É uma substância destruidora de ozônio classe 2 passando por uma eliminação global da produção e uso sob o Protocolo de Montreal desde o final da década de 1990. Ele está sendo substituído por HFCs em algumas aplicações.

## Efeitos ambientais

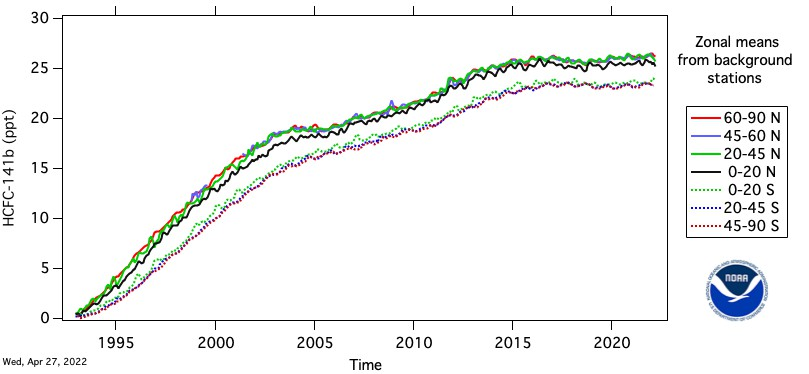
Crescimento de HCFC-141b na atmosfera da Terra desde o ano de 1993.

A concentração de HCFC-141b na atmosfera cresceu para cerca de 25 partes por trilhão no ano de 2016. Tem um potencial de destruição de ozônio (ODP) de 0,12. Apesar de alto, o índice é baixo em comparação com o ODP=1 do triclorofluormetano (CFC-11, R-11), que também aumentou para estar cerca de dez vezes mais abundante na atmosfera antes da introdução do HFC-141b e subsequente adoção do Protocolo de Montreal.
O HFC-141b também é um gás de efeito estufa menor, mas potente. Tem uma vida útil estimada de cerca de 10 anos e um potencial de aquecimento global de 100 anos, variando de 725 a 2500. Isso se compara ao GWP=1 do dióxido de carbono, que tinha uma concentração atmosférica muito maior perto de 400 partes por milhão no ano de 2020.